# Casa de les joies
La Casa de les joies és situada al carrer de les Joies núm. 33, al costat de l'ajuntament, en la població de Moià, Catalunya.
L'any 1709 es va concedir a Moià que s'edifiqués el seu primer ajuntament en aquest edifici. L'octubre de 1839 en l'assalt de Moià per part de les tropes carlines durant la primera guerra carlina els combats van tenir lloc especialment al voltant d'aquest edifici. Tot i això segueixen mantenint-se en peu algunes de les parets i pedres de la casa. L'any 1865 s'hi va autoritzar la construcció del gran casino de Moià. El 1880 s'hi va instal·lar el cafè i sala de ball «Cal Plans». Des del 1904 fins al 1983 va ser una farmàcia, amb el seu laboratori, amb molta historia i per la qual hi passen vuit farmacèutics. El 2015 finalitza el projecte de reconstrucció i recuperació després d'un treball de documentació i investigació d'aquest emblemàtic edifici històric pel qual han passat els més il·lustres personatges de la historia de Catalunya.